# 12, Smart
12, Smart (12、スマート 12, Inteligente?) es el décimo segundo álbum de estudio del grupo Idol, Morning Musume, es el primero con la novena generación y el último en presentar a Ai Takahashi, la entonces líder del grupo. 

## Información
En un inicio el nombre del disco fue anunciado cómo "12 Kakusan Kibou!", sin embargo, fue cambiado a "12, Smart" poco antes de su lanzamiento, que fue realizado el 12 de octubre de 2011. Este álbum existe en dos versiones, la versión Regular y la versión Limitada, esta última contiene "Jishin motte Yume wo Motte Tobitatsu Kara" canción en solitario interpretada por Ai Takahashi como regalo de despedida(esta es la primera vez que se le da esta oportunidad a un miembro del grupo). EL DVD de esta versión contiene el vídeo promocional de "Jishin motte Yume wo Motte Tobitatsu Kara" y su correspondiente Making Off, además, el DVD incluye la versión "Close-up ver" de cada una de los miembros de la canción: Kono Chikyuu no Heiwa wo Honki de Negatterun da yo!

## Lista de Canciones
| N.º | Título                                                | Escritor(es) | Duración |  |
| 1.  | «Give me Love»                                        | Tsunku       | 4:57     |  |
| 2.  | «Only You»                                            | Tsunku       | 5:18     |  |
| 3.  | «Silver ude Dokei»                                    | Tsunku       | 5:50     |  |
| 4.  | «Suki da na Kimi ga»                                  | Tsunku       | 5:12     |  |
| 5.  | «Kaiketsu Positive A»                                 | Tsunku       | 4:59     |  |
| 6.  | «Kono Ai wo Kasanete»                                 | Tsunku       | 5:10     |  |
| 7.  | «Kono Chikyuu no Heiwa wo Honki de Negatterun da yo!» | Tsunku       | 5:01     |  |
| 8.  | «Kare to Issho ni Omise ga Shitai!»                   | Tsunku       | 4:51     |  |
| 9.  | «My Way ~Joshikou Hanamichi~»                         | Tsunku       | 4:34     |  |
| 10. | «Otome no Timing»                                     | Tsunku       | 4:21     |  |
| 11. | «OK YEAH!»                                            | Tsunku       | 4:46     |  |
| 12. | «Maji Desu ka Suka!»                                  | Tsunku       | 3:41     |  |

### Edición Limitada DVD
| N.º | Título                                                                              | Duración |  |
| 1.  | «Kono Chikyuu no Heiwa wo Honki de Negatterun da yo! (Takahashi Ai Solo Ver.)»      |          |  |
| 2.  | «Kono Chikyuu no Heiwa wo Honki de Negatterun da yo! (Niigaki Risa Solo Ver.)»      |          |  |
| 3.  | «Kono Chikyuu no Heiwa wo Honki de Negatterun da yo! (Michishige Sayumi Solo Ver.)» |          |  |
| 4.  | «Kono Chikyuu no Heiwa wo Honki de Negatterun da yo! (Tanaka Reina Solo Ver.)»      |          |  |
| 5.  | «Kono Chikyuu no Heiwa wo Honki de Negatterun da yo! (Mitsui Aika Solo Ver.)»       |          |  |
| 6.  | «Kono Chikyuu no Heiwa wo Honki de Negatterun da yo! (Fukumura Mizuki Solo Ver.)»   |          |  |
| 7.  | «Kono Chikyuu no Heiwa wo Honki de Negatterun da yo! (Ikuta Erina Solo Ver.)»       |          |  |
| 8.  | «Kono Chikyuu no Heiwa wo Honki de Negatterun da yo! (Sayashi Riho Solo Ver.)»      |          |  |
| 9.  | «Kono Chikyuu no Heiwa wo Honki de Negatterun da yo! (Suzuki Kanon Solo Ver.)»      |          |  |
| 10. | «Jishin Motte Yume wo Motte Tobitatsu Kara (Music Video)»                           |          |  |
| 11. | «Jishin Motte Yume wo Motte Tobitatsu Kara (Making of)»                             |          |  |
| 12. | «12, Smart (Jacket Shooting Making)»                                                |          |  |

## Miembros Presentes
- 5ª Generación (Ultimo Álbum presentadas): Ai Takahashi , Risa Niigaki
- 6ª Generación: Sayumi Michishige, Reina Tanaka
- 8ª Generación (Ultimo Álbum presentada): Aika Mitsui
- 9ª Generación (Álbum debut): Mizuki Fukumura, Erina Ikuta, Riho Sayashi, Kanon Suzuki

## Enlaces esxternos
- Sitio de Hello! Project
- UP-FRONT WORKS
- Tsunku.net

- Datos: Q1366362